# Columnea chrysotricha
Columnea chrysotricha là một loài thực vật có hoa trong họ Tai voi. Loài này được L.E.Skog & L.P.Kvist mô tả khoa học đầu tiên năm 1994.